# Исмаилов, Тельман Марданович
Те́льман Марда́нович Исмаи́лов (азерб. Telman Mərdan oğlu İsmayılov; 26 октября 1956, Геокчай, Азербайджанская ССР) — советский, российский и азербайджанский предприниматель, финансист и меценат, ресторатор. Бывший владелец Черкизовского рынка (1990—2010), руководитель группы АСТ.

## Биография
Тельман Исмаилов родился 26 октября 1956 году в Баку (или Геокчае) в семье горских евреев. Он был десятым из двенадцати детей в семье Мардана (или Мордехая) и Пери Исмаиловых. Отец Тельмана работал в торговле (крупный бакинский цеховик), сын с четырнадцати лет ему помогал и вскоре стал директором единственного в Баку коммерческого магазина.

## Учёба и работа
С 1973 по 1976 год учился в Азербайджанском народно-хозяйственном институте имени Дадаша Буниат-Заде. После службы в армии перевёлся в Московский институт народного хозяйства имени Плеханова, который окончил в 1980 году. После этого работал экономистом в Министерстве торговли, а также экспертом в «Востокинторге».

## Бизнес и банкротство
Первым коммерческим предприятием Исмаилова в Москве в 1987 году был кооператив под противоречивым названием «Коммерческая благотворительная компания». Развивая её, Тельман тесно познакомился с тогдашним председателем комиссии Мосгорисполкома по кооперативной деятельности Юрием Лужковым (секретарём этой комиссии была Елена Батурина).
В 1989 году он создаёт первую из группы компаний «АСТ». Группа компаний в равных долях принадлежит Тельману Исмаилову, двум его сыновьям и племяннику. В разное время в группу входили более 30 компаний. Например, турфирма «АСТ-Тур», гостиничный комплекс «АСТ-Гоф» на улице Большая Филёвская, рестораны «Прага» на Арбате и «Славянская трапеза» на Ленинском проспекте, дом торжеств «Сафиса», девелоперские компании «КБФ АСТ» и «АСТ-Капстрой», «АСТ-Агропром», «АСТ-Московский полиграфический дом», охранная организация ЧОП «АСТ-Щит», «АСТ-Транс-Сервис» (перевозки), «АСТ-Голд» (производство ювелирных изделий), «АСТ Фотовидео», «АСТ-music», «АСТ Стоматологический центр», «АСТ-Карго» (склады) и другие. Фактически компании АСТ принадлежал также Черкизовский рынок в Москве.
В Турции Исмаилову ранее принадлежал пятизвёздный отель «Мардан Палас».
Ресторан «Славянская трапеза» (на Ленинском проспекте), принадлежавший племяннику Тельмана, был закрыт в 2000-х годах.
В 2016 году охранное предприятие Тельмана Исмаилова ООО ЧОП «АСТ-Щит» было закрыто.
На ноябрь 2015 года был фигурантом судебных исков банков о признании его банкротом.
В декабре 2015 года решением Арбитражного суда Московской области признан банкротом, став первым банкротом по новому Закону о банкротстве граждан из участников списка Forbes; в отношении него было открыто конкурсное производство.
В марте 2017 года вновь был признан банкротом, решением Арбитражного суда Московской области; была открыта процедура реализации его имущества.
По данным источника «Коммерсанта», в 2019 году на Исмаилова в Швейцарии было заведено уголовное дело по трём статьям (мошенничество, связанное с арестом имущества должника; фактическое сокращение активов в ущерб кредиторам и разбазаривание активов). Впоследствии все дела в Швейцарии Исмаилов выиграл. Также, по данным источника «Коммерсанта», в 2019 году из-за долгов Исмаилова было арестовано казино его сына Алекпера в Черногории; долг был взыскан по требованию группы компаний ВТБ.
В ноябре 2021 года было заведено новое уголовное дело о преднамеренном банкротстве. Ущерб от этих действий составил более $185 млн. По версии следствия, Исмаилов занял эту сумму у банка, а потом, чтобы не отдавать, переписал квартиры и дома на родственников, после чего запустил процедуру банкротства.
Кроме того, по данным следствия, в январе 2004 года Тельман Исмаилов в сговоре с Зауром Мардановым, Тарханом Эльдукаевым, Эльяром Дамировым и Владимиром Гусаковым под обманным предлогом обеспечил приезд эстрадного исполнителя Авраама Руссо в московский ресторан «Прага», где артист впоследствии удерживался и избивался. Затем Исмаилов потребовал от Руссо отменить все свои концерты и вступить с ним в договор на ведение эстрадной деятельности на его условиях. После этого обвиняемые вывезли артиста в дом Исмаилова в Подмосковье, где удерживали сутки, пока тот не согласился выполнить все требования Исмаилова.

## Бизнес в Турции
Перед началом курортного сезона 2009 года Исмаилов торжественно открыл в турецкой Антальи отель Mardan Palace, оценённый немецкой газетой Süddeutsche Zeitung как «самый дорогой отель континента».
На его постройку предприниматель потратил более миллиарда долларов. На открытие приехали Ричард Гир, Шэрон Стоун, Том Джонс, Моника Беллуччи, Пэрис Хилтон, Иосиф Кобзон, Филипп Киркоров, Милла Йовович, Джон Малкович. Ленточку перерезал Юрий Лужков с супругой. Отель назван в честь отца Тельмана Исмаилова — Мардана. В день открытия отеля тому исполнилось бы 100 лет. После открытия отеля Исмаилов попросил турецкое гражданство.
В ноябре 2015 года стало известно, что турецкий Halkbank приобрёл на аукционе отель Mardan Palace за 361 миллион турецких лир (123 миллиона долларов), хотя первоначально отель был оценён в 719 млн лир. Перед покупкой Mardan Palace испытывал финансовые трудности, у него образовалась задолженность перед Halkbank и Garanti Bankası, в связи с долгами отеля было возбуждено 67 уголовных дел.

## Состояние
В 2007 году Исмаилов занимал 76 место в списке российских предпринимателей по версии журнала Forbes. Тогда журнал оценил его состояние в 620 миллионов долларов. На пике успеха состояние Исмаилова оценивали примерно в миллиард долларов. На 2012 год состояние около 800 млн долларов, это 121 место в списке Forbes «Богатейшие бизнесмены России — 2012 год».
Исмаилова считают приближённым и близким другом бывшего мэра Москвы Юрия Лужкова.
В декабре 2015 года Арбитражный суд Московской области признал Тельмана Исмаилова банкротом.

## Уголовное дело
11 ноября 2017 года адвокат Исмаилова Марина Русакова сообщила, что ему предъявлены обвинения в организации убийства двоих человек и незаконном обороте оружия. По версии следствия, в 2016 году Исмаилов стал заказчиком убийства предпринимателей Владимира Савкина и Юрия Брылева — владельцев подмосковного торгового центра «Строй-маркет» и учредителей «Люблино-Моторс». В 2018 году суд приговорил исполнителя преступления — предпринимателя Мехмана Керимова — к 13 годам лишения свободы. Причём изначально вместе с Керимовым был задержан брат Тельмана Исмаилова Рафик, которого вскоре отпустили, поскольку Керимов взял всю вину на себя. Однако после обращения родственников Савкина к главе СКР Александру Бастрыкину Рафик Исмаилов был задержан вновь, ему предъявили обвинение в двойном убийстве и приговорили к 17 годам колонии строгого режима.
По состоянию на октябрь 2019 года вместе с братом Вагифом, бывшим оперативником центрального аппарата МВД, находился в розыске.
По сообщению черногорского издания Vijesti и РБК, 1 октября 2021 года Тельман Исмаилов был задержан в Подгорице по выданному Россией ордеру.
Однако власти Черногории отказались выдать Исмаилова России, освободив его и предоставив политическое убежище.

## Личная жизнь

### Семья
- Жена — Самира.
  - Сын — Алекпер[32].
  - Сын — Теймур [33].
  - Сын — Сархан[33].
  - Дочь — Эсмира [32].
  - Сын — Эльнур [33].
  - Дочь — Айла [32].
- Брат — Фазиль Марданович Измайлов (род. 24 ноября 1951), в 2007—2012 годах — первый заместитель префекта Северного административного округа Москвы[34].
  - Племянник — Александр.
  - Внук - Артур.
- Брат — Рафик Марданович Исмаилов — в феврале 2020 года осуждён на 17 лет за убийство и незаконный оборот оружия[35].
- Брат — Вагиф Марданович Исмаилов — бывший сотрудник Главного управления уголовного розыска (ГУУР) МВД.

### Хобби
Хобби — коллекционирование часов, которых он собрал около двух тысяч.

## Награды
- Медаль «Прогресс» (13 марта 2006 года, Азербайджан) — за деятельность в области солидарности азербайджанцев мира[37]
- Благодарность президента Российской Федерации (28 декабря 1998 года, Россия) — за большой вклад в обеспечение проведения 100-й конференции Межпарламентского союза[38]
- Почётный диплом президента Российской Федерации  (3 июня 1999 года, Россия) — за активную благотворительную и спонсорскую деятельность в области культуры и искусства[39]